# Gimme Some More
Gimme Some More è un singolo del rapper statunitense Busta Rhymes, pubblicato nel 1998 ed estratto dall'album E.L.E. (Extinction Level Event): The Final World Front.

## Tracce
- CD

1. Gimme Some More (Clean Version)
2. Gimme Some More (Dirty Version)
3. Do It Like Never Before

## Video
Il videoclip della canzone è stato diretto da Hype Williams.